# 蜂須賀芳雪
蜂須賀 芳雪（はちすか ほうせつ）は、日本の将棋駒師。将棋駒研究会会友。
2018年現在で37年間駒作りを続けており、彫り駒を中心に製作活動している。蜂須賀は1994年頃から「将棋駒研究会」に参加し、同時期に参加した平田雅峰と切磋琢磨した。
松浦寿輝は『芸術新潮』（2019年8月号）にコラムを寄稿し「彫駒の美だけを徹底的に追及する蜂須賀氏の引かれる線、打たれる点の強弱、勢い、力動感を繊細きわまりないタッチで表現する様は茫然とするほど美しい」と評した。